# Цело-Буон-Персіко
Цело-Буон-Персіко (італ. Zelo Buon Persico) — муніципалітет в Італії, у регіоні Ломбардія, провінція Лоді.
Цело-Буон-Персіко розташоване на відстані близько 470 км на північний захід від Рима, 19 км на схід від Мілана, 12 км на північний захід від Лоді.
Населення — 7245 осіб (2014).
Щорічний фестиваль відбувається 30 листопада. Покровитель — Андрій Первозваний.

## Демографія
Населення за роками:

Станом на 1 січня 2023 року в муніципалітеті офіційно проживало 707 іноземців з 57 країн, серед них 344 громадяни країн Євросоюзу та 29 громадян України.

## Сусідні муніципалітети
- Боффалора-д'Адда
- Червіньяно-д'Адда
- Гальганьяно
- Мерліно
- Мулаццано
- Паулло
- Спіно-д'Адда